# Impero bizantino durante la dinastia isauriana
L'Impero bizantino fu governato dalla dinastia isauriana o siriana dal 717 all'802. Gli imperatori di questa dinastia riuscirono a difendere l'Impero dagli attacchi del Califfato, anche se ebbero meno successo in Europa, dove subirono sconfitte e stalli contro i bulgari. Dovettero rinunciare all'esarcato d'Italia perdendo di conseguenza l'influenza sulla penisola e sul Papato, che cercò protezione e alleati nel Regno dei Franchi.
La dinastia isauriana è principalmente associata all'iconoclastia bizantina, un tentativo di ripristinare il favore divino purificando la fede cristiana dall'eccessiva adorazione delle icone. Questa politica religiosa provocò un'enorme instabilità all'impero e per sanare la divisione religiosa l'imperatrice Irene dovette convocare il Secondo Concilio di Nicea.
All'estinzione della dinastia nell'802, l'impero era ancora impegnato a combattere contro gli arabi e i bulgari, mentre a Roma papa Leone III, due anni prima, incoronò Carlo Magno Imperator Romanorum (cioè "Imperatore dei Romani"), nel tentativo di legittimare l'Impero carolingio come successore dell'Impero romano d'Occidente. L'incoronazione come Imperatore dei Romani di Carlo Magno portò al problema dei due imperatori, un contenzioso tra i due imperi per l'utilizzo legittimo del titolo.

## Antefatti: i bizantini durante il VII secolo
La dinastia eracliana dovette affrontare molte sfide. Dopo aver vinto i persiani sassanidi, l'imperatore Eraclio (610-641) dovette affrontare l'improvvisa espansione islamica nel Levante.
Dopo la conquista islamica della Siria, la ricca provincia d'Egitto, la principale fonte di grano e di gettito fiscale dell'Impero, cadde velocemente in mano agli arabi. Gli attacchi arabi avvennero anche nell'Esarcato d'Africa, in Cilicia, e nell'altopiano armeno, che era la principale fonte di manodopera imperiale. Queste tre aree sarebbero state luogo di battaglia tra gli arabi e i bizantini per tutto il secolo. Gli arabi per fronteggiare al meglio i bizantini, costruirono una marina che poté distruggere la supremazia navale bizantina nel Mediterraneo.
Con lo scoppio della guerra civile musulmana nel 656, l'imperatore Costante II (641-668) poté rafforzare il controllo imperiale nei Balcani e in Italia. Il suo successore, Costantino IV (668-685), fu in grado di sconfiggere il primo assedio arabo di Costantinopoli (674-678), recuperando nella controffensiva la Cilicia e costringendo il Califfato a pagare un tributo. Contemporaneamente, però, l'esercito venne sconfitto dal khan bulgaro Asparuch, e Costantino dovette consentire l'insediamento dei bulgari nelle terre bizantine a sud del Danubio. Con la prima deposizione del figlio ed erede di Costantino IV, Giustiniano II nel 695, iniziò un periodo di instabilità che durò quasi un quarto di secolo e portò un susseguirsi di disastri che minacciarono la stessa sopravvivenza dell'impero. Cartagine cadde nel 697, la Cilicia fu conquistata dagli arabi e fu trasformata come luogo per organizzare razzie e il Caucaso si trovò in mano araba. Il califfo omayyade Sulayman ibn Abd al-Malik (715–717) scelse comunque di continuare gli attacchi e preparò una spedizione per conquistare Costantinopoli.
I disastri del VII secolo videro grandi cambiamenti nella società e di ciò che restava dell'Impero: la civiltà urbanizzata e cosmopolita della tarda antichità terminò e iniziò l'era medievale. Con il declino dei piccoli centri urbani fortificati che fungevano semplicemente da centri amministrativi, la società divenne in gran parte agraria, mentre l'istruzione e la vita intellettuale quasi svanirono. La perdita delle province più ricche dell'Impero, insieme alle successive invasioni, contrasse l'economia imperiale. Il baratto ridiventò una pratica comune per pagare. Le provincie tardo romane furono riorganizzate nel sistema militare dei themata. La burocrazia a Costantinopoli acquisì importanza e lo stato divenne sempre più centralizzato. La perdita delle province monofisite orientali pose fine alla necessità di favorire una dottrina di compromesso tra le diverse dottrine cristologiche. Il monofisismo fu definitivamente abbandonato nel Terzo Concilio di Costantinopoli nel 680, mentre il Concilio in Trullo del 692 favorì la posizione del Patriarcato di Costantinopoli contro la Santa Sede.

## L'Anarchia dei vent'anni
Dopo la seconda deposizione di Giustiniano II, l'impero entrò in una crisi che è possibile paragonare solamente alla malagestione di Foca. Filippico Bardane, il ribelle crimeani che salì al trono, si dimostrò totalmente incompetente nella gestione imperiale. Piuttosto che affrontare la minaccia incombente dei bulgari e degli arabi, riaccese le controversie religiose imponendo il tanto odiato monotelismo. Quando il re Tervel di Bulgaria (che era un alleato di Giustiniano II) invase la Tracia, Bardane non ebbe altra scelta che chiamare le truppe del tema degli Opsiciani per difendere i confini dai bulgari. Sfortunatamente, le truppe non dimostrarono nessuna lealtà al nuovo alcuna imperatore e dopo il consueto rituale di accecamento, fu deposto e e sostituito nel giugno 713 dal proprio segretario: Artemio.
Artemio fu incoronato come Anastasio II e durante il suo breve regno dimostrò grandi doti di governo: migliorò le mura della capitale e, grazie alle sue politiche agrarie, i granai della capitale non potevano più contenere il grano. Per via di questi miglioramenti, la capitale era in grade di difendersi durante un assedio. A ogni cittadino fu detto di acquistare cibo a sufficienza per tre anni, poiché nel caso gli arabi avessero raggiunto il Bosforo, l'assedio si sarebbe protratto a lungo. Anastasio, comunque, prese l'iniziativa e nel tentativo di scongiurare il temuto assedio arabo, pianificò un attacco preventivo contro gli invasori utilizzando l'isola di Rodi come base delle operazioni. Tuttavia il tema dell'Opsice si ribellò ancora una volta e Anastasio dovette ritirarsi in un monastero di Salonicco nel 715.
Gli Opsici scelsero Teodosio III, un riluttante esattore delle tasse, come nuovo imperatore. La scelta non venne fatta per le sue capacità. Quando nel 717 Leone Isaurico, strategos del tema anatolico, chiese al Senato e al Patriarca di Costantinopoli l'appoggio per diventare imperatore, questi non esitarono e gli diedero la carica.

## Leone III Isaurico, 717–741
Leone III, che sarebbe diventato il fondatore della dinastia isaurica, nacque a Germanikeia nella Siria del nord nel 685 circa; la sua presunta origine dall'Isauria è originata dagli scritti di Teofane il Confessore, tuttavia potrebbe essere un'aggiunta successiva. Dopo essere stato promosso a spatharios da Giustiniano II, combatté gli arabi in Abasgia, e fu nominato strategos degli Anatolici da Anastasio II. Dopo la deposizione di quest'ultimo, nel 716 Leone strinse alleanza con Artavasde, il generale del tema Armeniakon, e fu proclamato imperatore mentre due eserciti arabi, uno sotto il fratello del califfo Maslama ibn Abd al-Malik, erano diretti in Asia Minore. Leone scongiurò l'attacco di Maslama tramite diplomazia: Leone riconobbe i territori controllati dal Califfo. Il 25 marzo 717 Leone marciò su Costantinopoli e depose Teodosio.

### Costantinopoli assediata dagli arabi

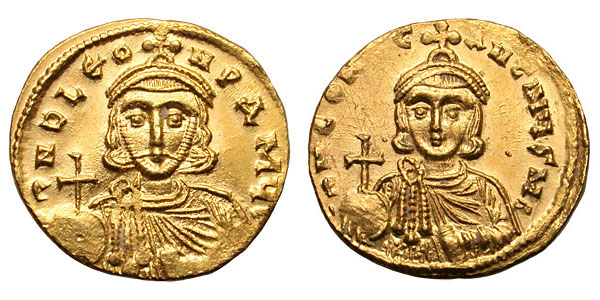
Solido d'oro di Leone III che mostra il figlio ed erede, Costantino V.

In pochi mesi, il nuovo imperatore affrontò la sua prima grande sfida: un attacco musulmano rivolto alla capitale Costantinopoli. L'esercito e la marina del Califfato, guidati da Maslama, contavano circa 120.000 uomini e 1.800 navi, secondo le fonti antiche. Qualunque fosse il numero reale, gli arabi disponevano di forze armate molto più numerose rispetto ai bizantini. Fortunatamente per Leone e l'impero, Anastasio II, prima di essere deposto, avviò programmi di riparazione e rafforzamento delle mura di difesa di Costantinopoli. Leone strinse inoltre un'alleanza con il khan bulgaro Tervel, che acconsentì a infastidire le carovane di rifornimento degli invasori.
Dal luglio 717 all'agosto 718, la capitale fu assediata dai musulmani che attaccarono sia per terra sia per mare, isolando così la città. Il blocco navale fallì quando la marina bizantina utilizzò il fuoco greco e la flotta araba si tenne lontano dalle mura della città. Giunto l'inverno, gli arabi subirono numerose perdite sia per il freddo che per la mancanza di provviste. In primavera il nuovo califfo Omar II (717–720) inviò rinforzi dall'Africa e dall'Egitto attraverso l'Asia Minore. Poiché i vari soldati e marinai erano in maggioranza cristiani, essi iniziarono a disertare in gran numero, mentre per la via di terra cadevano in imboscate. Per via di una carestia e dello scoppio di un'epidemia, gli arabi abbandonarono le operazioni d'assedio il 15 agosto 718. La flotta araba subì ulteriori perdite al ritorno per via di tempeste e dell'eruzione del vulcano di Thera.
Anche durante l'assedio, Leone aveva potuto soffocare i tentativi d'indipendenza: l'esercito riuscì a sconfiggere una rivolta in Sicilia, dove un certo Basilio Onomagoulo fu dichiarato imperatore. Nel 719 resistette anche al tentativo del deposto Anastasio II di recuperare il suo trono con l'aiuto di Bulgar. Leone per stabilizzare la sua posizione da imperatore incoronò la moglie Maria come Augusta nel 718 e suo figlio Costantino come co-imperatore nel 720. Approfittando delle sconfitte subite dagli arabi, Leone lanciò una controffensiva che ottenne un certo successo. Gli arabi, tuttavia, riuscirono a riorganizzarsi e dal 720 lanciarono delle incursioni annuali in Asia Minore, devastando la regione. Iconio e Cesarea furono saccheggiati e le truppe bizantine dovettero ritirarsi nuovamente dall'Armenia.

### L'inizio dell'iconoclastia
Le numerose sconfitte militari portarono Leone a pensare che l'impero avesse perso il favore divino. Nel 722 tentò di convertire forzatamente gli ebrei bizantini, ma rivolse presto l'attenzione alle icone utilizzate durante il culto divino. Alcuni vescovi già consideravano l'utilizzo delle icone come una forma di idolatria. Dopo una nuova eruzione del vulcano Thera nel 726, Leone fu convinto che il problema erano proprio le icone: proclamò un editto dove ne condannava l'uso e fece rimuovere l'immagine di Cristo dalla porta della Chalke, l'ingresso del Grande Palazzo di Costantinopoli. Nel 730 Leone bandì in modo definitivo tutte le rappresentazioni a tema religioso.
L'iconoclastia di Leone suscitò pesanti reazioni sia nella popolazione che tra nella Chiesa. I soldati che portarono via l'immagine di Cristo dalla Chalke furono linciati e un tema si ribellò proprio per spinte iconofile. Il patriarca Germano I lasciò l'incarico per essere sostituito dal più malleabile Anastasio. L'editto iconoclasta attirò la condanna da parte dei papi Gregorio II e Gregorio III, oltre al presbitero Giovanni Damasceno. Comunque, Leone si astenne dal perseguitare gli iconofili e i disordini poterono essere sedati.
La spaccatura con il papato aveva anche altre ragioni: Leone trasferì le diocesi dell'Illirico orientale (all'incirca l'antica diocesi di Macedonia) dalla giurisdizione di Roma alla giurisdizione di Costantinopoli, e privò il Papa delle entrate di Sicilia e Calabria, ancora sotto il dominio bizantino. Allo stesso tempo, Leone non riuscì a fornire aiuto all'esarca di Ravenna. Nel 727, le forze bizantine locali deposero il loro comandante e nel 738 la città fu conquistata dal re longobardo Liutprando.

### Ultimi anni
L'iconoclastia sembrò essere giustificata: i musulmani subirono una serie di sconfitte tra il 727 e il 732. Nei successivi anni gli arabi sconfissero i Khazar e costrinsero i loro capi a convertirsi all'islam. Nel 740 tuttavia l'imperatore e suo figlio ottennero una decisiva vittoria contro l'esercito arabo durante la battaglia di Akroinon: i musulmani dovettero frenare le loro mire espansionistiche.
Nel marzo 741 (alcune fonti più antiche preferiscono datare l'evento al 726), Leone promulgò l'Ecloga, un aggiornamento del vecchio Codex Justinianus. L'influenza cristiana la si nota nella marcata diminuzione dei crimini soggetti alla pena capitale, seppur le punizioni per mutilazione aumentarono notevolmente, poiché percepite come più umane. L'Ecloga era un conciso manuale legale e rimase in vigore fino all'introduzione dell'Epanagoge alla fine del IX secolo. Fu tradotto in slavo, arabo e armeno.
Leone morì nel suo letto il 18 giugno 741, primo imperatore a poter dai tempi di Costantino IV a morire in modo pacifico. Durante il suo regno riuscì a respingere gli attacchi arabi e a consolidare la frontiera orientale dell'Impero. Nel campo religioso le sue scelte non si rivelarono altrettanto azzeccate: l'introduzione dell'iconoclastia avrebbe causato instabilità per gli anni successivi.

## Costantino V, 741–775
Costantino nacque a Costantinopoli ed era il figlio di Leone III e Maria. Nell'agosto del 720 fu nominato co-imperatore. Nel 732 sposò Tzitzak, la figlia del cazaro Bihar. Tzitzak fu battezzata come Irene. Costantino V divenne imperatore il 19 giugno 741, alla morte del padre.

### Breve usurpazione di Artavasde, suo cognato
Nel giugno del 741 Costantino era in Asia Minore per combattere contro il califfato omayyade sotto guidato da Hisham ibn Abd al-Malik. Durante la sua permanenza della regione il nuovo imperatore fu attaccato dal cognato Artavasde, lo stratēgos del tema armeno. Artavasde era il marito di Anna, la sorella maggiore di Costantino.
Sconfitto, Costantino cercò rifugio ad Amorio, mentre il vincitore si recò a Costantinopoli per essere incoronato imperatore. Costantino cercò la fiducia e il sostegno dei temi anatolici e traciici, il cognato invece si assicurò quelli dei temi della Tracia e dell'Opsikion, oltre ai suoi già fedeli soldati armeni.
Artavasde cercò di eliminare velocemente Costantino e decise di fronteggiarlo militarmente. La sua mancanza di preparazione gli costarono la sconfitta nel maggio del 743. Tre mesi dopo anche il figlio di Artavasde, e nipote di Costantino, Nicheta fu sconfitto e il legittimo imperatore poté dirigersi verso Costantinopoli. Ai primi di novembre Costantino fu accettato come legittimo imperatore e prese immediate punizioni per i suoi avversari; essi furono accecati o giustiziati, a seconda della colpa.
Durante la breve usurpazione di Artavasde venne ripristinata la venerazione delle icone. Costantino, quindi, divenne un iconoclasta ancora più fervente del padre Leone.
L'epiteto dispregiativo di Costantino Copronimo (Kopronymos nome di letame da kopros, " feci " o " sterco di animali"; e onoma, " nome "), gli fu dato dagli iconoduli, contrari alla politica iconoclasta. Iniziò a girare anche una voce secondo cui l'imperatore avesse, durante il rito battesimale, defecato dentro il fonte battesimale e nel panno viola con cui era fasciato.

### L'iconoclastia di Costantino V
La posizione di Costantino sull'iconoclastia era chiara:
Nel febbraio del 754 Costantino convocò un concilio a Hieria, a cui parteciparono solamente i vescovi iconoclasti. Il consiglio approvò la politica religiosa di Costantino e approvò l'elezione di un nuovo patriarca iconoclasta, ma si rifiutò di seguire tutte le regole formulate da Costantino. Il consiglio confermò lo status di Maria come Theotókos, o Madre di Dio, l'utilizzo dei termini "santo" e "sacro" e condannò la profanazione, l'incendio o il saccheggio delle chiese che iconoduli.
Dopo la conclusione del concilio Costantino avviò un'operazione per ripulire i muri delle chiese e per epurare la corte e la burocrazia degli iconoduli. Di particolare persecuzione furono soggetti i monaci che non acconsentivano all'iconoclastia. Essi furono costretti dall'imperatore a sposare suore e all'espropazione di tutte le loro proprietà, incamerate dallo stato. Queste persecuzioni contro i monaci culminarono nel 766 e furono in gran parte guidate dal generale Michele Lacanodracone, che minacciava coloro che non cedevano ai nuovi ordini con l'accecamento e l'esilio.
Un abate iconodulo, Stefano il Giovane, fu linciato dalla folla per volere delle autorità governative. I monaci ancora iconoduli, saputa la sorte di Stefano, fuggirono trovando rifugio in Italia meridionale e in Sicilia. Alla fine del regno di Costantino, l'iconoclastia condannava le reliquie e le preghiere ai santi come eretiche.
Dopo che Costantino morì, coloro contrari alla politica religiosa dell'imperatore considerarono la sua morte come una punizione divina. Nel IX secolo i resti dell'imperatore furono disoterrati e gettati in mare.

### Guerre contro gli arabi e i bulgari
Costantino si rivelò anche un abile generale e amministratore. Riorganizzo il sistema dei temi e creò la nuova struttura militare chiamata tagma. I tagmata avevano l'obiettivo di limitare le cospirazioni contro l'imperatore e di migliorare la difesa generale dell'impero.
Nel 746, approfittando delle condizioni instabili del califfato omayyade che stava cadendo a pezzi sotto Marwan II, Costantino invase la Siria e conquistò la Germanikeia (l'attuale Kahramanmaraş). L'anno successivo la flotta bizantina distrusse la flotta araba al largo di Cipro e nel 752 Costantino guidò un'invasione contro l'appena costituito califfato abbaside guidato da Abu I-Abbas. Durante l'invasione l'esercito catturò Teodosiopoli e Melitene (odierna Malatya) e poté salvare i greci di queste città trasferendo le loro abitazioni nei Balcani. Queste nuove battaglie non diedero nessun guadagno concreto ai bizantini - non considerando la popolazione salvata -, ma mostrarono che l'impero non era completamente sconvolto dalle recenti perdite delle provincie più ricche.
I bizantini salvati dal dominio arabo furono trasferiti in Tracia, dove Costantino V cercò di migliorare la prosperità e la difesa della regione. Questo trasferimento di popolazione preoccupò i bulgari che iniziarono delle azioni militari nel 755. Kormisoš re della Bulgaria invase l'impero e riuscì ad arrivare al Muro anastasiano, dove fu sconfitto da Costantino. Dopo la prima sconfitta bulgara ne seguirono delle altre nel 756, quando il re bulgaro Vineh, succeduto a Kormisoš, fu sconfitto a Marcellae.
Vineh riuscì ad ottenere una rivincita nel 759 quando sconfisse l'imperatore bizantino nella battaglia del passo Riški. La guerra continuò e nel 763, Costantino salpò con 800 navi e 9600 cavalieri per Anchialo. Qui, territorio vicino alla città di Pomorie, i bizantini ottennero un'ulteriore vittoria e causarono una notevole instabilità in Bulgaria.
Nel 751, il re longobardo Astolfo conquistò Ravenna, ponendo fine definitivamente all'esarcato omonimo e all'influenza bizantina sull'Italia settentrionale.
Costantino perse la vita in battaglia il 14 settembre 775. Questa nuova rivalità bellica fu necessaria quando nello stesso anno egli rivelò a Telerig, sovrano di Bulgaria, chi fossero i suoi agenti segreti. Telerig fece eliminare fisicamente gli agenti e Costantino utilizzò l'accaduto come casus belli.
Seppur riuscite, le guerre intraprese diminuirono le entrate dell'impero a circa 1800000 nomisma annui.

## Leone IV, 775–780
Leone era il figlio dell'imperatore Costantino V e della sua prima moglie, Tzitzak di Khazaria - conosciuta come Irene dopo il battesimo -. Incoronato co-imperatore dal padre nel 751 Leone sposò poi Irene, un'ateniese di nobile famiglia, nel dicembre 769. Nel 775 morì Costantino V e Leone assunse la carica come unico imperatore.
Il 24 aprile 776 Leone nominò, come già fece suo padre, il figlio Costantino VI co-imperatore. Questa scelta, e altre legate alla politica finanziaria, portarono alla rivolte dei cinque fratellastri di Leone, tra cui il Cesare Niceforo, che sperarono di ottenere il trono per loro. La rivolta fu rapidamente repressa e i cospiratori furono picchiati, tonsurati ed esiliati a Cherson.
Leone IV crebbe con la dottrina iconoclasta insegnatagli dal padre seppur si sposò con Irene che era iconodula. Rendendosi conto della divisione causata dalla politica iconoclasta, egli cercò di riappacificare le due correnti dottrinali. Leone permise ai monaci, perseguitati e deportati sotto il padre, di tornare dall'esilio ai loro monasteri. Gli iconoduli unsero Leone come "Amico della Madre di Dio" poiché permise loro di conservare le immagini della Theotokos. Leone scelse anche di nominare un iconodulo come patriarca di Costantinopoli, Paolo IV. Comunque, seppur tutte le politiche a favore delle icone, alla fine del regno Leone abolì gran parte delle concessioni da lui fatte.
Il regno di Leone coincise con quello del terzo califfo abbaside, Al-Mahdi, che invase le terre bizantine dal 777 al 780, quando l'esercito arabo fu espulso dal generale Michele Lacanodracone. Leone stesso guidò le truppe contro i bulgari, ma morì di febbre durante la campagna militare. Con il figlio non ancora adulto, la morte di Leone sopraggiunta l'8 settembre 780 portò alla reggenza della moglie Irene.

## Costantino VI e la reggenza di Irene, 780–797
Costantino VI era l'unico figlio di Leone IV e Irene. Costantino fu incoronato co-imperatore da suo padre nel 776 e divenne l'unico imperatore nel 780 quando aveva nove anni, posto sotto la tutela e la reggenza della madre. 

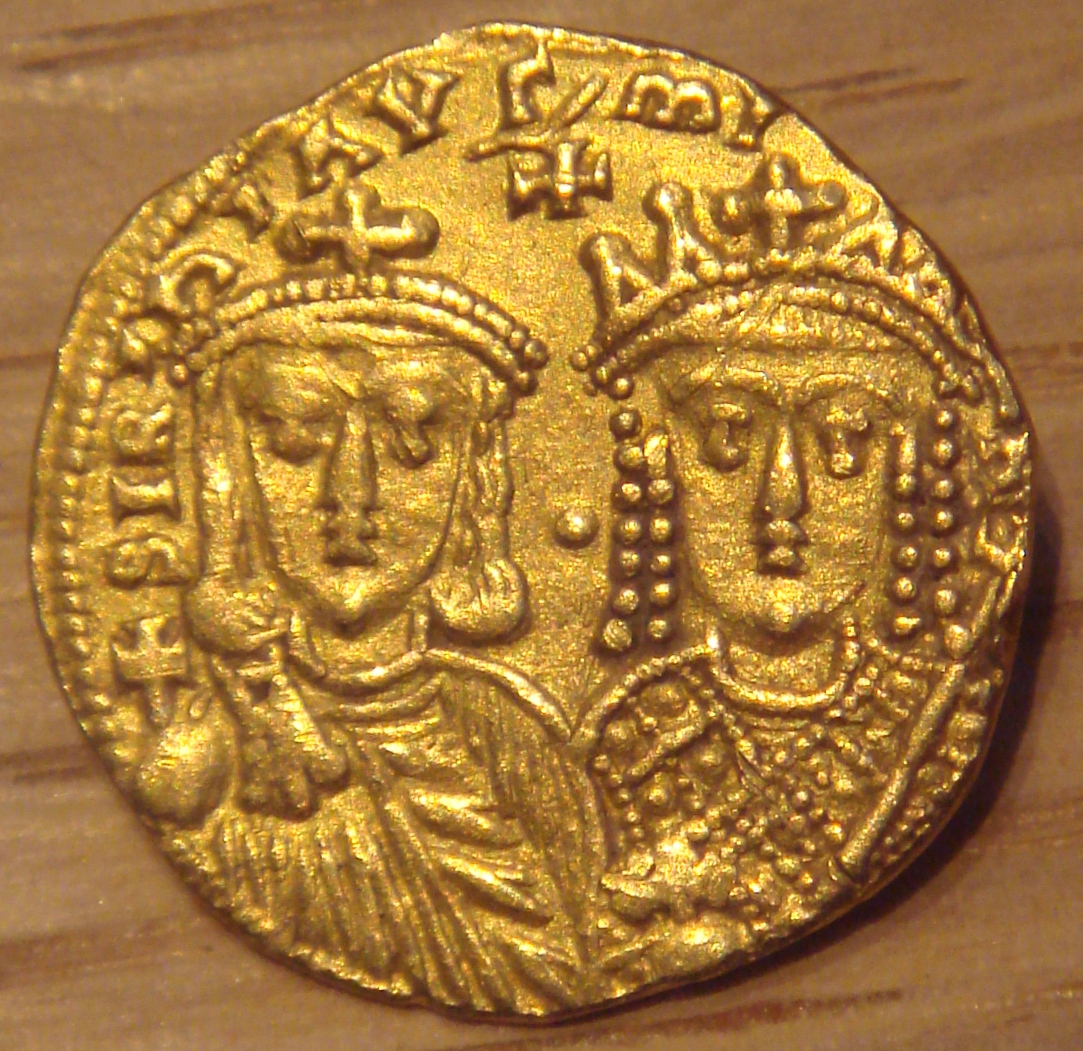
Solido d'oro che raffigura Irene insieme a suo figlio Costantino VI

Nel 782 fu promesso in sposa a Rotrude, terza figlia del re franco Carlo Magno e della sua terza moglie Ildegarda. Costantino non si sposò mai con Rotrude poiché nel 788 la madre Irene interruppe il fidanzamento.
Nel 787 Costantino firmò i decreti del secondo Concilio di Nicea che condannavano l'iconoclastia seppur egli avesse comunque tendenze all'ormai eresia. Nello stesso anno egli compì 16 anni, ma la madre non terminò la sua reggenza continuando a mantenere l'autorità esecutiva.
Dopo che un attentato contro Irene fu soppresso nella primavera del 790, ella avanzò pretese per il riconoscimento ufficiale come imperatrice. Il tema armenico si ribellò e permise così a Costantino di diventare a pieni poteri l'imperatore destituendo dalla reggenza Irene. Due anni dopo, nel 792, Costantino cedette e concesse alla madre il titolo di imperatrice.
La debolezza di Costantino causò insoddisfazione tra i sudditi. Dopo le sconfitte da parte di Kardam re di Bulgaria nel 791 e nel 792 egli mostrò gesti considerati non eroici, facendo crescere il supporto allo zio Niceforo, che già aveva tentato di ottenere il trono deponendo Leone IV, suo fratellastro. Sapute queste possibili minacce rivolte al suo regno, Costantino fece accecare Niceofor e fece tagliare la lingua agli altri suoi quattro zii, sempre fratellastri del padre Leone IV. I soldati del tema armenico, che avevano sostenuto alcuni anni prima l'imperatore, seppero anche dell'accecamento del proprio generale Alessio Mosele e decisero di ribellarsi. Nel 793 la rivolta venne sedata con estrema crudeltà da parte di Costantino.
Successivamente, nel 795, divorziò dalla moglie Maria di Amnia poiché non gli erano nati figli maschi e sposò l'amante Teodota. Sebbene il patriarca Tarasio ignorò il fatto, Costantino perse comunque l'appoggio da tutte le fazioni religiose.
Due anni dopo nacque una ribellione causata da coloro che sostenevano la madre Irene; la ribellione avvenne su sua sollecitazione. Costantino fu accecato e, secondo le testimonianze del tempo, egli morì alcuni giorni dopo per le ferite riportate, rendendo così Irene la prima imperatrice a pieno titolo dell'Impero romano.

## Irene, 797-802
Sebbene sia spesso affermato che, come monarca, Irene si definisse "Basileus" (βασιλεύς), "imperatore", piuttosto che "Basilissa" (βασίλισσα), "imperatrice", in realtà ci sono solo tre casi in cui si sa dell'utilizzo certo del titolo al maschile: due sono documenti legali in cui si firmò come "Imperatore dei Romani" e il terzo è una moneta d'oro ritrovata in Sicilia recante il titolo di "Basileus". In tutti gli altri documenti, monete e sigilli Irene utilizzò il titolo di "Basilissa".

## Albero genealogico
|                                       |                                       |                                       |                                       |                                       |                                       |  |  |                     |                     |                     |                     |                     |                     |  |  |           |           |           |           |           |           |  |  |           |           |           |           |           |           |  |  |                     |                     |                     |                     |                     |                     |  |  |                                                                |                                                                |                                                                |                                                                |                                                                |                                                                |  |  |                                                            |                                                            |                                                            |                                                            |                                                            |                                                            |  |  |                  |                  |                  |                  |                  |                  |  |  |                                                              |                                                              |                                                              |                                                              |                                                              |                                                              |  |  |                                                          |                                                          |                                                          |                                                          |                                                          |                                                          |  |  |                                                 |                                                 |                                                 |                                                 |                                                 |                                                 |  |  |                       |                       |                       |                       |                       |                       |  |  |  |  |  |  |  |  |  |  |  |  |  |  |  |  |  |  |
|                                       |                                       |                                       |                                       |                                       |                                       |  |  |                     |                     |                     |                     |                     |                     |  |  |           |           |           |           |           |           |  |  |           |           |           |           |           |           |  |  |                     |                     |                     |                     |                     |                     |  |  |                                                                |                                                                |                                                                |                                                                |                                                                |                                                                |  |  |                                                            |                                                            |                                                            |                                                            |                                                            |                                                            |  |  |                  |                  |                  |                  |                  |                  |  |  |                                                              |                                                              |                                                              |                                                              |                                                              |                                                              |  |  |                                                          |                                                          |                                                          |                                                          |                                                          |                                                          |  |  |                                                 |                                                 |                                                 |                                                 |                                                 |                                                 |  |  |                       |                       |                       |                       |                       |                       |  |  |  |  |  |  |  |  |  |  |  |  |  |  |  |  |  |  |
|                                       |                                       |                                       |                                       |                                       |                                       |  |  |                     |                     |                     |                     |                     |                     |  |  |           |           |           |           |           |           |  |  |           |           |           |           |           |           |  |  |                     |                     |                     |                     |                     |                     |  |  |                                                                |                                                                |                                                                |                                                                |                                                                |                                                                |  |  |                                                            |                                                            |                                                            |                                                            |                                                            |                                                            |  |  |                  |                  |                  |                  |                  |                  |  |  |                                                              |                                                              |                                                              |                                                              |                                                              |                                                              |  |  | Eraclio Imperatore dei Romani 610-641 DINASTIA ERACLIANA | Eraclio Imperatore dei Romani 610-641 DINASTIA ERACLIANA | Eraclio Imperatore dei Romani 610-641 DINASTIA ERACLIANA | Eraclio Imperatore dei Romani 610-641 DINASTIA ERACLIANA | Eraclio Imperatore dei Romani 610-641 DINASTIA ERACLIANA | Eraclio Imperatore dei Romani 610-641 DINASTIA ERACLIANA |  |  |                                                 |                                                 |                                                 |                                                 |                                                 |                                                 |  |  | Maria                 | Maria                 | Maria                 | Maria                 | Maria                 | Maria                 |  |  |  |  |  |  |  |  |  |  |  |  |  |  |  |  |  |  |
|                                       |                                       |                                       |                                       |                                       |                                       |  |  |                     |                     |                     |                     |                     |                     |  |  |           |           |           |           |           |           |  |  |           |           |           |           |           |           |  |  |                     |                     |                     |                     |                     |                     |  |  |                                                                |                                                                |                                                                |                                                                |                                                                |                                                                |  |  |                                                            |                                                            |                                                            |                                                            |                                                            |                                                            |  |  |                  |                  |                  |                  |                  |                  |  |  |                                                              |                                                              |                                                              |                                                              |                                                              |                                                              |  |  | Eraclio Imperatore dei Romani 610-641 DINASTIA ERACLIANA | Eraclio Imperatore dei Romani 610-641 DINASTIA ERACLIANA | Eraclio Imperatore dei Romani 610-641 DINASTIA ERACLIANA | Eraclio Imperatore dei Romani 610-641 DINASTIA ERACLIANA | Eraclio Imperatore dei Romani 610-641 DINASTIA ERACLIANA | Eraclio Imperatore dei Romani 610-641 DINASTIA ERACLIANA |  |  |                                                 |                                                 |                                                 |                                                 |                                                 |                                                 |  |  | Maria                 | Maria                 | Maria                 | Maria                 | Maria                 | Maria                 |  |  |  |  |  |  |  |  |  |  |  |  |  |  |  |  |  |  |
|                                       |                                       |                                       |                                       |                                       |                                       |  |  |                     |                     |                     |                     |                     |                     |  |  |           |           |           |           |           |           |  |  |           |           |           |           |           |           |  |  |                     |                     |                     |                     |                     |                     |  |  |                                                                |                                                                |                                                                |                                                                |                                                                |                                                                |  |  |                                                            |                                                            |                                                            |                                                            |                                                            |                                                            |  |  |                  |                  |                  |                  |                  |                  |  |  |                                                              |                                                              |                                                              |                                                              |                                                              |                                                              |  |  | Costantino III Imperatore dei Romani 641                 | Costantino III Imperatore dei Romani 641                 | Costantino III Imperatore dei Romani 641                 | Costantino III Imperatore dei Romani 641                 | Costantino III Imperatore dei Romani 641                 | Costantino III Imperatore dei Romani 641                 |  |  |                                                 |                                                 |                                                 |                                                 |                                                 |                                                 |  |  | (figlio di Maria)     | (figlio di Maria)     | (figlio di Maria)     | (figlio di Maria)     | (figlio di Maria)     | (figlio di Maria)     |  |  |  |  |  |  |  |  |  |  |  |  |  |  |  |  |  |  |
|                                       |                                       |                                       |                                       |                                       |                                       |  |  |                     |                     |                     |                     |                     |                     |  |  |           |           |           |           |           |           |  |  |           |           |           |           |           |           |  |  |                     |                     |                     |                     |                     |                     |  |  |                                                                |                                                                |                                                                |                                                                |                                                                |                                                                |  |  |                                                            |                                                            |                                                            |                                                            |                                                            |                                                            |  |  |                  |                  |                  |                  |                  |                  |  |  |                                                              |                                                              |                                                              |                                                              |                                                              |                                                              |  |  | Costantino III Imperatore dei Romani 641                 | Costantino III Imperatore dei Romani 641                 | Costantino III Imperatore dei Romani 641                 | Costantino III Imperatore dei Romani 641                 | Costantino III Imperatore dei Romani 641                 | Costantino III Imperatore dei Romani 641                 |  |  |                                                 |                                                 |                                                 |                                                 |                                                 |                                                 |  |  | (figlio di Maria)     | (figlio di Maria)     | (figlio di Maria)     | (figlio di Maria)     | (figlio di Maria)     | (figlio di Maria)     |  |  |  |  |  |  |  |  |  |  |  |  |  |  |  |  |  |  |
|                                       |                                       |                                       |                                       |                                       |                                       |  |  |                     |                     |                     |                     |                     |                     |  |  |           |           |           |           |           |           |  |  |           |           |           |           |           |           |  |  |                     |                     |                     |                     |                     |                     |  |  |                                                                |                                                                |                                                                |                                                                |                                                                |                                                                |  |  |                                                            |                                                            |                                                            |                                                            |                                                            |                                                            |  |  |                  |                  |                  |                  |                  |                  |  |  |                                                              |                                                              |                                                              |                                                              |                                                              |                                                              |  |  | Costante II Imperatore dei Romani 641-668                | Costante II Imperatore dei Romani 641-668                | Costante II Imperatore dei Romani 641-668                | Costante II Imperatore dei Romani 641-668                | Costante II Imperatore dei Romani 641-668                | Costante II Imperatore dei Romani 641-668                |  |  |                                                 |                                                 |                                                 |                                                 |                                                 |                                                 |  |  | Andrea                | Andrea                | Andrea                | Andrea                | Andrea                | Andrea                |  |  |  |  |  |  |  |  |  |  |  |  |  |  |  |  |  |  |
|                                       |                                       |                                       |                                       |                                       |                                       |  |  |                     |                     |                     |                     |                     |                     |  |  |           |           |           |           |           |           |  |  |           |           |           |           |           |           |  |  |                     |                     |                     |                     |                     |                     |  |  |                                                                |                                                                |                                                                |                                                                |                                                                |                                                                |  |  |                                                            |                                                            |                                                            |                                                            |                                                            |                                                            |  |  |                  |                  |                  |                  |                  |                  |  |  |                                                              |                                                              |                                                              |                                                              |                                                              |                                                              |  |  | Costante II Imperatore dei Romani 641-668                | Costante II Imperatore dei Romani 641-668                | Costante II Imperatore dei Romani 641-668                | Costante II Imperatore dei Romani 641-668                | Costante II Imperatore dei Romani 641-668                | Costante II Imperatore dei Romani 641-668                |  |  |                                                 |                                                 |                                                 |                                                 |                                                 |                                                 |  |  | Andrea                | Andrea                | Andrea                | Andrea                | Andrea                | Andrea                |  |  |  |  |  |  |  |  |  |  |  |  |  |  |  |  |  |  |
|                                       |                                       |                                       |                                       |                                       |                                       |  |  |                     |                     |                     |                     |                     |                     |  |  |           |           |           |           |           |           |  |  |           |           |           |           |           |           |  |  |                     |                     |                     |                     |                     |                     |  |  | Leone III Imperatore dei Romani 717-741                        | Leone III Imperatore dei Romani 717-741                        | Leone III Imperatore dei Romani 717-741                        | Leone III Imperatore dei Romani 717-741                        | Leone III Imperatore dei Romani 717-741                        | Leone III Imperatore dei Romani 717-741                        |  |  |                                                            |                                                            |                                                            |                                                            |                                                            |                                                            |  |  |                  |                  |                  |                  |                  |                  |  |  |                                                              |                                                              |                                                              |                                                              |                                                              |                                                              |  |  | Costantino IV Imperatore dei Romani 668-685              | Costantino IV Imperatore dei Romani 668-685              | Costantino IV Imperatore dei Romani 668-685              | Costantino IV Imperatore dei Romani 668-685              | Costantino IV Imperatore dei Romani 668-685              | Costantino IV Imperatore dei Romani 668-685              |  |  |                                                 |                                                 |                                                 |                                                 |                                                 |                                                 |  |  | Martino               | Martino               | Martino               | Martino               | Martino               | Martino               |  |  |  |  |  |  |  |  |  |  |  |  |  |  |  |  |  |  |
|                                       |                                       |                                       |                                       |                                       |                                       |  |  |                     |                     |                     |                     |                     |                     |  |  |           |           |           |           |           |           |  |  |           |           |           |           |           |           |  |  |                     |                     |                     |                     |                     |                     |  |  | Leone III Imperatore dei Romani 717-741                        | Leone III Imperatore dei Romani 717-741                        | Leone III Imperatore dei Romani 717-741                        | Leone III Imperatore dei Romani 717-741                        | Leone III Imperatore dei Romani 717-741                        | Leone III Imperatore dei Romani 717-741                        |  |  |                                                            |                                                            |                                                            |                                                            |                                                            |                                                            |  |  |                  |                  |                  |                  |                  |                  |  |  |                                                              |                                                              |                                                              |                                                              |                                                              |                                                              |  |  | Costantino IV Imperatore dei Romani 668-685              | Costantino IV Imperatore dei Romani 668-685              | Costantino IV Imperatore dei Romani 668-685              | Costantino IV Imperatore dei Romani 668-685              | Costantino IV Imperatore dei Romani 668-685              | Costantino IV Imperatore dei Romani 668-685              |  |  |                                                 |                                                 |                                                 |                                                 |                                                 |                                                 |  |  | Martino               | Martino               | Martino               | Martino               | Martino               | Martino               |  |  |  |  |  |  |  |  |  |  |  |  |  |  |  |  |  |  |
|                                       |                                       |                                       |                                       |                                       |                                       |  |  |                     |                     |                     |                     |                     |                     |  |  |           |           |           |           |           |           |  |  |           |           |           |           |           |           |  |  |                     |                     |                     |                     |                     |                     |  |  |                                                                |                                                                |                                                                |                                                                |                                                                |                                                                |  |  |                                                            |                                                            |                                                            |                                                            |                                                            |                                                            |  |  |                  |                  |                  |                  |                  |                  |  |  |                                                              |                                                              |                                                              |                                                              |                                                              |                                                              |  |  |                                                          |                                                          |                                                          |                                                          |                                                          |                                                          |  |  |                                                 |                                                 |                                                 |                                                 |                                                 |                                                 |  |  |                       |                       |                       |                       |                       |                       |  |  |  |  |  |  |  |  |  |  |  |  |  |  |  |  |  |  |
| Michele Melisseno generale            | Michele Melisseno generale            | Michele Melisseno generale            | Michele Melisseno generale            | Michele Melisseno generale            | Michele Melisseno generale            |  |  |                     |                     |                     |                     |                     |                     |  |  | (sorella) | (sorella) | (sorella) | (sorella) | (sorella) | (sorella) |  |  |           |           |           |           |           |           |  |  | 3.Eudochia          | 3.Eudochia          | 3.Eudochia          | 3.Eudochia          | 3.Eudochia          | 3.Eudochia          |  |  | Costantino V Imperatore dei Romani 741-775 ∞ 1.Tzitzak 2.Maria | Costantino V Imperatore dei Romani 741-775 ∞ 1.Tzitzak 2.Maria | Costantino V Imperatore dei Romani 741-775 ∞ 1.Tzitzak 2.Maria | Costantino V Imperatore dei Romani 741-775 ∞ 1.Tzitzak 2.Maria | Costantino V Imperatore dei Romani 741-775 ∞ 1.Tzitzak 2.Maria | Costantino V Imperatore dei Romani 741-775 ∞ 1.Tzitzak 2.Maria |  |  | Anna ∞ Artavasde usurpatore                                | Anna ∞ Artavasde usurpatore                                | Anna ∞ Artavasde usurpatore                                | Anna ∞ Artavasde usurpatore                                | Anna ∞ Artavasde usurpatore                                | Anna ∞ Artavasde usurpatore                                |  |  | Sarantapechos    | Sarantapechos    | Sarantapechos    | Sarantapechos    | Sarantapechos    | Sarantapechos    |  |  | Niceforo I Imperatore dei Romani 802-811                     | Niceforo I Imperatore dei Romani 802-811                     | Niceforo I Imperatore dei Romani 802-811                     | Niceforo I Imperatore dei Romani 802-811                     | Niceforo I Imperatore dei Romani 802-811                     | Niceforo I Imperatore dei Romani 802-811                     |  |  | Giustiniano II Imperatore dei Romani 685-695, 705-711    | Giustiniano II Imperatore dei Romani 685-695, 705-711    | Giustiniano II Imperatore dei Romani 685-695, 705-711    | Giustiniano II Imperatore dei Romani 685-695, 705-711    | Giustiniano II Imperatore dei Romani 685-695, 705-711    | Giustiniano II Imperatore dei Romani 685-695, 705-711    |  |  | Teofilatto Rangabe ammiraglio                   | Teofilatto Rangabe ammiraglio                   | Teofilatto Rangabe ammiraglio                   | Teofilatto Rangabe ammiraglio                   | Teofilatto Rangabe ammiraglio                   | Teofilatto Rangabe ammiraglio                   |  |  | (figlio di Martino)   | (figlio di Martino)   | (figlio di Martino)   | (figlio di Martino)   | (figlio di Martino)   | (figlio di Martino)   |  |  |  |  |  |  |  |  |  |  |  |  |  |  |  |  |  |  |
| Michele Melisseno generale            | Michele Melisseno generale            | Michele Melisseno generale            | Michele Melisseno generale            | Michele Melisseno generale            | Michele Melisseno generale            |  |  |                     |                     |                     |                     |                     |                     |  |  | (sorella) | (sorella) | (sorella) | (sorella) | (sorella) | (sorella) |  |  |           |           |           |           |           |           |  |  | 3.Eudochia          | 3.Eudochia          | 3.Eudochia          | 3.Eudochia          | 3.Eudochia          | 3.Eudochia          |  |  | Costantino V Imperatore dei Romani 741-775 ∞ 1.Tzitzak 2.Maria | Costantino V Imperatore dei Romani 741-775 ∞ 1.Tzitzak 2.Maria | Costantino V Imperatore dei Romani 741-775 ∞ 1.Tzitzak 2.Maria | Costantino V Imperatore dei Romani 741-775 ∞ 1.Tzitzak 2.Maria | Costantino V Imperatore dei Romani 741-775 ∞ 1.Tzitzak 2.Maria | Costantino V Imperatore dei Romani 741-775 ∞ 1.Tzitzak 2.Maria |  |  | Anna ∞ Artavasde usurpatore                                | Anna ∞ Artavasde usurpatore                                | Anna ∞ Artavasde usurpatore                                | Anna ∞ Artavasde usurpatore                                | Anna ∞ Artavasde usurpatore                                | Anna ∞ Artavasde usurpatore                                |  |  | Sarantapechos    | Sarantapechos    | Sarantapechos    | Sarantapechos    | Sarantapechos    | Sarantapechos    |  |  | Niceforo I Imperatore dei Romani 802-811                     | Niceforo I Imperatore dei Romani 802-811                     | Niceforo I Imperatore dei Romani 802-811                     | Niceforo I Imperatore dei Romani 802-811                     | Niceforo I Imperatore dei Romani 802-811                     | Niceforo I Imperatore dei Romani 802-811                     |  |  | Giustiniano II Imperatore dei Romani 685-695, 705-711    | Giustiniano II Imperatore dei Romani 685-695, 705-711    | Giustiniano II Imperatore dei Romani 685-695, 705-711    | Giustiniano II Imperatore dei Romani 685-695, 705-711    | Giustiniano II Imperatore dei Romani 685-695, 705-711    | Giustiniano II Imperatore dei Romani 685-695, 705-711    |  |  | Teofilatto Rangabe ammiraglio                   | Teofilatto Rangabe ammiraglio                   | Teofilatto Rangabe ammiraglio                   | Teofilatto Rangabe ammiraglio                   | Teofilatto Rangabe ammiraglio                   | Teofilatto Rangabe ammiraglio                   |  |  | (figlio di Martino)   | (figlio di Martino)   | (figlio di Martino)   | (figlio di Martino)   | (figlio di Martino)   | (figlio di Martino)   |  |  |  |  |  |  |  |  |  |  |  |  |  |  |  |  |  |  |
|                                       |                                       |                                       |                                       |                                       |                                       |  |  |                     |                     |                     |                     |                     |                     |  |  |           |           |           |           |           |           |  |  |           |           |           |           |           |           |  |  |                     |                     |                     |                     |                     |                     |  |  |                                                                |                                                                |                                                                |                                                                |                                                                |                                                                |  |  |                                                            |                                                            |                                                            |                                                            |                                                            |                                                            |  |  |                  |                  |                  |                  |                  |                  |  |  |                                                              |                                                              |                                                              |                                                              |                                                              |                                                              |  |  |                                                          |                                                          |                                                          |                                                          |                                                          |                                                          |  |  |                                                 |                                                 |                                                 |                                                 |                                                 |                                                 |  |  |                       |                       |                       |                       |                       |                       |  |  |  |  |  |  |  |  |  |  |  |  |  |  |  |  |  |  |
|                                       |                                       |                                       |                                       |                                       |                                       |  |  |                     |                     |                     |                     |                     |                     |  |  |           |           |           |           |           |           |  |  |           |           |           |           |           |           |  |  |                     |                     |                     |                     |                     |                     |  |  |                                                                |                                                                |                                                                |                                                                |                                                                |                                                                |  |  |                                                            |                                                            |                                                            |                                                            |                                                            |                                                            |  |  |                  |                  |                  |                  |                  |                  |  |  |                                                              |                                                              |                                                              |                                                              |                                                              |                                                              |  |  |                                                          |                                                          |                                                          |                                                          |                                                          |                                                          |  |  |                                                 |                                                 |                                                 |                                                 |                                                 |                                                 |  |  |                       |                       |                       |                       |                       |                       |  |  |  |  |  |  |  |  |  |  |  |  |  |  |  |  |  |  |
| Teodoto I Patriarca di Costantinopoli | Teodoto I Patriarca di Costantinopoli | Teodoto I Patriarca di Costantinopoli | Teodoto I Patriarca di Costantinopoli | Teodoto I Patriarca di Costantinopoli | Teodoto I Patriarca di Costantinopoli |  |  | Teoctista Florina   | Teoctista Florina   | Teoctista Florina   | Teoctista Florina   | Teoctista Florina   | Teoctista Florina   |  |  | Platone   | Platone   | Platone   | Platone   | Platone   | Platone   |  |  | Anna      | Anna      | Anna      | Anna      | Anna      | Anna      |  |  | (3) Niceforo Cesare | (3) Niceforo Cesare | (3) Niceforo Cesare | (3) Niceforo Cesare | (3) Niceforo Cesare | (3) Niceforo Cesare |  |  | (1) Leone IV Imperatore dei Romani 775-780                     | (1) Leone IV Imperatore dei Romani 775-780                     | (1) Leone IV Imperatore dei Romani 775-780                     | (1) Leone IV Imperatore dei Romani 775-780                     | (1) Leone IV Imperatore dei Romani 775-780                     | (1) Leone IV Imperatore dei Romani 775-780                     |  |  | Irene d'Atene Imperatrice dei Romani 797-802               | Irene d'Atene Imperatrice dei Romani 797-802               | Irene d'Atene Imperatrice dei Romani 797-802               | Irene d'Atene Imperatrice dei Romani 797-802               | Irene d'Atene Imperatrice dei Romani 797-802               | Irene d'Atene Imperatrice dei Romani 797-802               |  |  | Teofano d'Atene  | Teofano d'Atene  | Teofano d'Atene  | Teofano d'Atene  | Teofano d'Atene  | Teofano d'Atene  |  |  | Stauracio Imperatore dei Romani 803-811 DINASTIA NICEFORIANA | Stauracio Imperatore dei Romani 803-811 DINASTIA NICEFORIANA | Stauracio Imperatore dei Romani 803-811 DINASTIA NICEFORIANA | Stauracio Imperatore dei Romani 803-811 DINASTIA NICEFORIANA | Stauracio Imperatore dei Romani 803-811 DINASTIA NICEFORIANA | Stauracio Imperatore dei Romani 803-811 DINASTIA NICEFORIANA |  |  | Procopia                                                 | Procopia                                                 | Procopia                                                 | Procopia                                                 | Procopia                                                 | Procopia                                                 |  |  | Michele I Rangabe Imperatore dei Romani 811-813 | Michele I Rangabe Imperatore dei Romani 811-813 | Michele I Rangabe Imperatore dei Romani 811-813 | Michele I Rangabe Imperatore dei Romani 811-813 | Michele I Rangabe Imperatore dei Romani 811-813 | Michele I Rangabe Imperatore dei Romani 811-813 |  |  | Teofilace Martinakios | Teofilace Martinakios | Teofilace Martinakios | Teofilace Martinakios | Teofilace Martinakios | Teofilace Martinakios |  |  |  |  |  |  |  |  |  |  |  |  |  |  |  |  |  |  |
| Teodoto I Patriarca di Costantinopoli | Teodoto I Patriarca di Costantinopoli | Teodoto I Patriarca di Costantinopoli | Teodoto I Patriarca di Costantinopoli | Teodoto I Patriarca di Costantinopoli | Teodoto I Patriarca di Costantinopoli |  |  | Teoctista Florina   | Teoctista Florina   | Teoctista Florina   | Teoctista Florina   | Teoctista Florina   | Teoctista Florina   |  |  | Platone   | Platone   | Platone   | Platone   | Platone   | Platone   |  |  | Anna      | Anna      | Anna      | Anna      | Anna      | Anna      |  |  | (3) Niceforo Cesare | (3) Niceforo Cesare | (3) Niceforo Cesare | (3) Niceforo Cesare | (3) Niceforo Cesare | (3) Niceforo Cesare |  |  | (1) Leone IV Imperatore dei Romani 775-780                     | (1) Leone IV Imperatore dei Romani 775-780                     | (1) Leone IV Imperatore dei Romani 775-780                     | (1) Leone IV Imperatore dei Romani 775-780                     | (1) Leone IV Imperatore dei Romani 775-780                     | (1) Leone IV Imperatore dei Romani 775-780                     |  |  | Irene d'Atene Imperatrice dei Romani 797-802               | Irene d'Atene Imperatrice dei Romani 797-802               | Irene d'Atene Imperatrice dei Romani 797-802               | Irene d'Atene Imperatrice dei Romani 797-802               | Irene d'Atene Imperatrice dei Romani 797-802               | Irene d'Atene Imperatrice dei Romani 797-802               |  |  | Teofano d'Atene  | Teofano d'Atene  | Teofano d'Atene  | Teofano d'Atene  | Teofano d'Atene  | Teofano d'Atene  |  |  | Stauracio Imperatore dei Romani 803-811 DINASTIA NICEFORIANA | Stauracio Imperatore dei Romani 803-811 DINASTIA NICEFORIANA | Stauracio Imperatore dei Romani 803-811 DINASTIA NICEFORIANA | Stauracio Imperatore dei Romani 803-811 DINASTIA NICEFORIANA | Stauracio Imperatore dei Romani 803-811 DINASTIA NICEFORIANA | Stauracio Imperatore dei Romani 803-811 DINASTIA NICEFORIANA |  |  | Procopia                                                 | Procopia                                                 | Procopia                                                 | Procopia                                                 | Procopia                                                 | Procopia                                                 |  |  | Michele I Rangabe Imperatore dei Romani 811-813 | Michele I Rangabe Imperatore dei Romani 811-813 | Michele I Rangabe Imperatore dei Romani 811-813 | Michele I Rangabe Imperatore dei Romani 811-813 | Michele I Rangabe Imperatore dei Romani 811-813 | Michele I Rangabe Imperatore dei Romani 811-813 |  |  | Teofilace Martinakios | Teofilace Martinakios | Teofilace Martinakios | Teofilace Martinakios | Teofilace Martinakios | Teofilace Martinakios |  |  |  |  |  |  |  |  |  |  |  |  |  |  |  |  |  |  |
|                                       |                                       |                                       |                                       |                                       |                                       |  |  |                     |                     |                     |                     |                     |                     |  |  |           |           |           |           |           |           |  |  |           |           |           |           |           |           |  |  |                     |                     |                     |                     |                     |                     |  |  |                                                                |                                                                |                                                                |                                                                |                                                                |                                                                |  |  |                                                            |                                                            |                                                            |                                                            |                                                            |                                                            |  |  |                  |                  |                  |                  |                  |                  |  |  |                                                              |                                                              |                                                              |                                                              |                                                              |                                                              |  |  |                                                          |                                                          |                                                          |                                                          |                                                          |                                                          |  |  |                                                 |                                                 |                                                 |                                                 |                                                 |                                                 |  |  |                       |                       |                       |                       |                       |                       |  |  |  |  |  |  |  |  |  |  |  |  |  |  |  |  |  |  |
|                                       |                                       |                                       |                                       |                                       |                                       |  |  |                     |                     |                     |                     |                     |                     |  |  |           |           |           |           |           |           |  |  |           |           |           |           |           |           |  |  |                     |                     |                     |                     |                     |                     |  |  |                                                                |                                                                |                                                                |                                                                |                                                                |                                                                |  |  |                                                            |                                                            |                                                            |                                                            |                                                            |                                                            |  |  |                  |                  |                  |                  |                  |                  |  |  |                                                              |                                                              |                                                              |                                                              |                                                              |                                                              |  |  |                                                          |                                                          |                                                          |                                                          |                                                          |                                                          |  |  |                                                 |                                                 |                                                 |                                                 |                                                 |                                                 |  |  |                       |                       |                       |                       |                       |                       |  |  |  |  |  |  |  |  |  |  |  |  |  |  |  |  |  |  |
|                                       |                                       |                                       |                                       |                                       |                                       |  |  | San Teodoro Studita | San Teodoro Studita | San Teodoro Studita | San Teodoro Studita | San Teodoro Studita | San Teodoro Studita |  |  |           |           |           |           |           |           |  |  | 2.Teodota | 2.Teodota | 2.Teodota | 2.Teodota | 2.Teodota | 2.Teodota |  |  |                     |                     |                     |                     |                     |                     |  |  | Costantino VI Imperatore dei Romani 780-797                    | Costantino VI Imperatore dei Romani 780-797                    | Costantino VI Imperatore dei Romani 780-797                    | Costantino VI Imperatore dei Romani 780-797                    | Costantino VI Imperatore dei Romani 780-797                    | Costantino VI Imperatore dei Romani 780-797                    |  |  | 1.Maria di Amnia                                           | 1.Maria di Amnia                                           | 1.Maria di Amnia                                           | 1.Maria di Amnia                                           | 1.Maria di Amnia                                           | 1.Maria di Amnia                                           |  |  | Bardane ribelle  | Bardane ribelle  | Bardane ribelle  | Bardane ribelle  | Bardane ribelle  | Bardane ribelle  |  |  |                                                              |                                                              |                                                              |                                                              |                                                              |                                                              |  |  | Teofilatto Co-imperatore 811-813                         | Teofilatto Co-imperatore 811-813                         | Teofilatto Co-imperatore 811-813                         | Teofilatto Co-imperatore 811-813                         | Teofilatto Co-imperatore 811-813                         | Teofilatto Co-imperatore 811-813                         |  |  | Sant'Ignazio I Patriarca di Costantinopoli      | Sant'Ignazio I Patriarca di Costantinopoli      | Sant'Ignazio I Patriarca di Costantinopoli      | Sant'Ignazio I Patriarca di Costantinopoli      | Sant'Ignazio I Patriarca di Costantinopoli      | Sant'Ignazio I Patriarca di Costantinopoli      |  |  | Anastasio Martinakios | Anastasio Martinakios | Anastasio Martinakios | Anastasio Martinakios | Anastasio Martinakios | Anastasio Martinakios |  |  |  |  |  |  |  |  |  |  |  |  |  |  |  |  |  |  |
|                                       |                                       |                                       |                                       |                                       |                                       |  |  | San Teodoro Studita | San Teodoro Studita | San Teodoro Studita | San Teodoro Studita | San Teodoro Studita | San Teodoro Studita |  |  |           |           |           |           |           |           |  |  | 2.Teodota | 2.Teodota | 2.Teodota | 2.Teodota | 2.Teodota | 2.Teodota |  |  |                     |                     |                     |                     |                     |                     |  |  | Costantino VI Imperatore dei Romani 780-797                    | Costantino VI Imperatore dei Romani 780-797                    | Costantino VI Imperatore dei Romani 780-797                    | Costantino VI Imperatore dei Romani 780-797                    | Costantino VI Imperatore dei Romani 780-797                    | Costantino VI Imperatore dei Romani 780-797                    |  |  | 1.Maria di Amnia                                           | 1.Maria di Amnia                                           | 1.Maria di Amnia                                           | 1.Maria di Amnia                                           | 1.Maria di Amnia                                           | 1.Maria di Amnia                                           |  |  | Bardane ribelle  | Bardane ribelle  | Bardane ribelle  | Bardane ribelle  | Bardane ribelle  | Bardane ribelle  |  |  |                                                              |                                                              |                                                              |                                                              |                                                              |                                                              |  |  | Teofilatto Co-imperatore 811-813                         | Teofilatto Co-imperatore 811-813                         | Teofilatto Co-imperatore 811-813                         | Teofilatto Co-imperatore 811-813                         | Teofilatto Co-imperatore 811-813                         | Teofilatto Co-imperatore 811-813                         |  |  | Sant'Ignazio I Patriarca di Costantinopoli      | Sant'Ignazio I Patriarca di Costantinopoli      | Sant'Ignazio I Patriarca di Costantinopoli      | Sant'Ignazio I Patriarca di Costantinopoli      | Sant'Ignazio I Patriarca di Costantinopoli      | Sant'Ignazio I Patriarca di Costantinopoli      |  |  | Anastasio Martinakios | Anastasio Martinakios | Anastasio Martinakios | Anastasio Martinakios | Anastasio Martinakios | Anastasio Martinakios |  |  |  |  |  |  |  |  |  |  |  |  |  |  |  |  |  |  |
|                                       |                                       |                                       |                                       |                                       |                                       |  |  |                     |                     |                     |                     |                     |                     |  |  |           |           |           |           |           |           |  |  |           |           |           |           |           |           |  |  |                     |                     |                     |                     |                     |                     |  |  |                                                                |                                                                |                                                                |                                                                |                                                                |                                                                |  |  |                                                            |                                                            |                                                            |                                                            |                                                            |                                                            |  |  |                  |                  |                  |                  |                  |                  |  |  |                                                              |                                                              |                                                              |                                                              |                                                              |                                                              |  |  |                                                          |                                                          |                                                          |                                                          |                                                          |                                                          |  |  |                                                 |                                                 |                                                 |                                                 |                                                 |                                                 |  |  |                       |                       |                       |                       |                       |                       |  |  |  |  |  |  |  |  |  |  |  |  |  |  |  |  |  |  |
|                                       |                                       |                                       |                                       |                                       |                                       |  |  |                     |                     |                     |                     |                     |                     |  |  |           |           |           |           |           |           |  |  |           |           |           |           |           |           |  |  |                     |                     |                     |                     |                     |                     |  |  |                                                                |                                                                |                                                                |                                                                |                                                                |                                                                |  |  |                                                            |                                                            |                                                            |                                                            |                                                            |                                                            |  |  |                  |                  |                  |                  |                  |                  |  |  |                                                              |                                                              |                                                              |                                                              |                                                              |                                                              |  |  |                                                          |                                                          |                                                          |                                                          |                                                          |                                                          |  |  |                                                 |                                                 |                                                 |                                                 |                                                 |                                                 |  |  |                       |                       |                       |                       |                       |                       |  |  |  |  |  |  |  |  |  |  |  |  |  |  |  |  |  |  |
|                                       |                                       |                                       |                                       |                                       |                                       |  |  |                     |                     |                     |                     |                     |                     |  |  |           |           |           |           |           |           |  |  |           |           |           |           |           |           |  |  |                     |                     |                     |                     |                     |                     |  |  | 2.Eufrosina                                                    | 2.Eufrosina                                                    | 2.Eufrosina                                                    | 2.Eufrosina                                                    | 2.Eufrosina                                                    | 2.Eufrosina                                                    |  |  | Michele II Imperatore dei Romani 820-829 DINASTIA AMORIANA | Michele II Imperatore dei Romani 820-829 DINASTIA AMORIANA | Michele II Imperatore dei Romani 820-829 DINASTIA AMORIANA | Michele II Imperatore dei Romani 820-829 DINASTIA AMORIANA | Michele II Imperatore dei Romani 820-829 DINASTIA AMORIANA | Michele II Imperatore dei Romani 820-829 DINASTIA AMORIANA |  |  | 1.Tecla          | 1.Tecla          | 1.Tecla          | 1.Tecla          | 1.Tecla          | 1.Tecla          |  |  | 1.Barca                                                      | 1.Barca                                                      | 1.Barca                                                      | 1.Barca                                                      | 1.Barca                                                      | 1.Barca                                                      |  |  | Leone V l'Armeno Imperatore dei Romani 813-820           | Leone V l'Armeno Imperatore dei Romani 813-820           | Leone V l'Armeno Imperatore dei Romani 813-820           | Leone V l'Armeno Imperatore dei Romani 813-820           | Leone V l'Armeno Imperatore dei Romani 813-820           | Leone V l'Armeno Imperatore dei Romani 813-820           |  |  | 2.Teodosia                                      | 2.Teodosia                                      | 2.Teodosia                                      | 2.Teodosia                                      | 2.Teodosia                                      | 2.Teodosia                                      |  |  | Inger Martinakios     | Inger Martinakios     | Inger Martinakios     | Inger Martinakios     | Inger Martinakios     | Inger Martinakios     |  |  |  |  |  |  |  |  |  |  |  |  |  |  |  |  |  |  |
|                                       |                                       |                                       |                                       |                                       |                                       |  |  |                     |                     |                     |                     |                     |                     |  |  |           |           |           |           |           |           |  |  |           |           |           |           |           |           |  |  |                     |                     |                     |                     |                     |                     |  |  | 2.Eufrosina                                                    | 2.Eufrosina                                                    | 2.Eufrosina                                                    | 2.Eufrosina                                                    | 2.Eufrosina                                                    | 2.Eufrosina                                                    |  |  | Michele II Imperatore dei Romani 820-829 DINASTIA AMORIANA | Michele II Imperatore dei Romani 820-829 DINASTIA AMORIANA | Michele II Imperatore dei Romani 820-829 DINASTIA AMORIANA | Michele II Imperatore dei Romani 820-829 DINASTIA AMORIANA | Michele II Imperatore dei Romani 820-829 DINASTIA AMORIANA | Michele II Imperatore dei Romani 820-829 DINASTIA AMORIANA |  |  | 1.Tecla          | 1.Tecla          | 1.Tecla          | 1.Tecla          | 1.Tecla          | 1.Tecla          |  |  | 1.Barca                                                      | 1.Barca                                                      | 1.Barca                                                      | 1.Barca                                                      | 1.Barca                                                      | 1.Barca                                                      |  |  | Leone V l'Armeno Imperatore dei Romani 813-820           | Leone V l'Armeno Imperatore dei Romani 813-820           | Leone V l'Armeno Imperatore dei Romani 813-820           | Leone V l'Armeno Imperatore dei Romani 813-820           | Leone V l'Armeno Imperatore dei Romani 813-820           | Leone V l'Armeno Imperatore dei Romani 813-820           |  |  | 2.Teodosia                                      | 2.Teodosia                                      | 2.Teodosia                                      | 2.Teodosia                                      | 2.Teodosia                                      | 2.Teodosia                                      |  |  | Inger Martinakios     | Inger Martinakios     | Inger Martinakios     | Inger Martinakios     | Inger Martinakios     | Inger Martinakios     |  |  |  |  |  |  |  |  |  |  |  |  |  |  |  |  |  |  |
|                                       |                                       |                                       |                                       |                                       |                                       |  |  |                     |                     |                     |                     |                     |                     |  |  |           |           |           |           |           |           |  |  |           |           |           |           |           |           |  |  |                     |                     |                     |                     |                     |                     |  |  |                                                                |                                                                |                                                                |                                                                |                                                                |                                                                |  |  |                                                            |                                                            |                                                            |                                                            |                                                            |                                                            |  |  |                  |                  |                  |                  |                  |                  |  |  |                                                              |                                                              |                                                              |                                                              |                                                              |                                                              |  |  |                                                          |                                                          |                                                          |                                                          |                                                          |                                                          |  |  |                                                 |                                                 |                                                 |                                                 |                                                 |                                                 |  |  |                       |                       |                       |                       |                       |                       |  |  |  |  |  |  |  |  |  |  |  |  |  |  |  |  |  |  |
|                                       |                                       |                                       |                                       |                                       |                                       |  |  |                     |                     |                     |                     |                     |                     |  |  |           |           |           |           |           |           |  |  |           |           |           |           |           |           |  |  |                     |                     |                     |                     |                     |                     |  |  |                                                                |                                                                |                                                                |                                                                |                                                                |                                                                |  |  |                                                            |                                                            |                                                            |                                                            |                                                            |                                                            |  |  |                  |                  |                  |                  |                  |                  |  |  |                                                              |                                                              |                                                              |                                                              |                                                              |                                                              |  |  |                                                          |                                                          |                                                          |                                                          |                                                          |                                                          |  |  |                                                 |                                                 |                                                 |                                                 |                                                 |                                                 |  |  |                       |                       |                       |                       |                       |                       |  |  |  |  |  |  |  |  |  |  |  |  |  |  |  |  |  |  |
|                                       |                                       |                                       |                                       |                                       |                                       |  |  |                     |                     |                     |                     |                     |                     |  |  |           |           |           |           |           |           |  |  |           |           |           |           |           |           |  |  |                     |                     |                     |                     |                     |                     |  |  |                                                                |                                                                |                                                                |                                                                |                                                                |                                                                |  |  | Teofilo Imperatore dei Romani 829-842                      | Teofilo Imperatore dei Romani 829-842                      | Teofilo Imperatore dei Romani 829-842                      | Teofilo Imperatore dei Romani 829-842                      | Teofilo Imperatore dei Romani 829-842                      | Teofilo Imperatore dei Romani 829-842                      |  |  |                  |                  |                  |                  |                  |                  |  |  |                                                              |                                                              |                                                              |                                                              |                                                              |                                                              |  |  | (figlia di Inger)                                        | (figlia di Inger)                                        | (figlia di Inger)                                        | (figlia di Inger)                                        | (figlia di Inger)                                        | (figlia di Inger)                                        |  |  |                                                 |                                                 |                                                 |                                                 |                                                 |                                                 |  |  |                       |                       |                       |                       |                       |                       |  |  |  |  |  |  |  |  |  |  |  |  |  |  |  |  |  |  |
|                                       |                                       |                                       |                                       |                                       |                                       |  |  |                     |                     |                     |                     |                     |                     |  |  |           |           |           |           |           |           |  |  |           |           |           |           |           |           |  |  |                     |                     |                     |                     |                     |                     |  |  |                                                                |                                                                |                                                                |                                                                |                                                                |                                                                |  |  | Teofilo Imperatore dei Romani 829-842                      | Teofilo Imperatore dei Romani 829-842                      | Teofilo Imperatore dei Romani 829-842                      | Teofilo Imperatore dei Romani 829-842                      | Teofilo Imperatore dei Romani 829-842                      | Teofilo Imperatore dei Romani 829-842                      |  |  |                  |                  |                  |                  |                  |                  |  |  |                                                              |                                                              |                                                              |                                                              |                                                              |                                                              |  |  | (figlia di Inger)                                        | (figlia di Inger)                                        | (figlia di Inger)                                        | (figlia di Inger)                                        | (figlia di Inger)                                        | (figlia di Inger)                                        |  |  |                                                 |                                                 |                                                 |                                                 |                                                 |                                                 |  |  |                       |                       |                       |                       |                       |                       |  |  |  |  |  |  |  |  |  |  |  |  |  |  |  |  |  |  |
|                                       |                                       |                                       |                                       |                                       |                                       |  |  |                     |                     |                     |                     |                     |                     |  |  |           |           |           |           |           |           |  |  |           |           |           |           |           |           |  |  |                     |                     |                     |                     |                     |                     |  |  |                                                                |                                                                |                                                                |                                                                |                                                                |                                                                |  |  |                                                            |                                                            |                                                            |                                                            |                                                            |                                                            |  |  |                  |                  |                  |                  |                  |                  |  |  |                                                              |                                                              |                                                              |                                                              |                                                              |                                                              |  |  |                                                          |                                                          |                                                          |                                                          |                                                          |                                                          |  |  |                                                 |                                                 |                                                 |                                                 |                                                 |                                                 |  |  |                       |                       |                       |                       |                       |                       |  |  |  |  |  |  |  |  |  |  |  |  |  |  |  |  |  |  |
|                                       |                                       |                                       |                                       |                                       |                                       |  |  |                     |                     |                     |                     |                     |                     |  |  |           |           |           |           |           |           |  |  |           |           |           |           |           |           |  |  |                     |                     |                     |                     |                     |                     |  |  | Eudocia Decapolitissa                                          | Eudocia Decapolitissa                                          | Eudocia Decapolitissa                                          | Eudocia Decapolitissa                                          | Eudocia Decapolitissa                                          | Eudocia Decapolitissa                                          |  |  | Michele III Imperatore dei Romani 842-867                  | Michele III Imperatore dei Romani 842-867                  | Michele III Imperatore dei Romani 842-867                  | Michele III Imperatore dei Romani 842-867                  | Michele III Imperatore dei Romani 842-867                  | Michele III Imperatore dei Romani 842-867                  |  |  | Eudocia Ingerina | Eudocia Ingerina | Eudocia Ingerina | Eudocia Ingerina | Eudocia Ingerina | Eudocia Ingerina |  |  | Basilio I Imperatore dei Romani 867-886                      | Basilio I Imperatore dei Romani 867-886                      | Basilio I Imperatore dei Romani 867-886                      | Basilio I Imperatore dei Romani 867-886                      | Basilio I Imperatore dei Romani 867-886                      | Basilio I Imperatore dei Romani 867-886                      |  |  |                                                          |                                                          |                                                          |                                                          |                                                          |                                                          |  |  |                                                 |                                                 |                                                 |                                                 |                                                 |                                                 |  |  |                       |                       |                       |                       |                       |                       |  |  |  |  |  |  |  |  |  |  |  |  |  |  |  |  |  |  |
|                                       |                                       |                                       |                                       |                                       |                                       |  |  |                     |                     |                     |                     |                     |                     |  |  |           |           |           |           |           |           |  |  |           |           |           |           |           |           |  |  |                     |                     |                     |                     |                     |                     |  |  | Eudocia Decapolitissa                                          | Eudocia Decapolitissa                                          | Eudocia Decapolitissa                                          | Eudocia Decapolitissa                                          | Eudocia Decapolitissa                                          | Eudocia Decapolitissa                                          |  |  | Michele III Imperatore dei Romani 842-867                  | Michele III Imperatore dei Romani 842-867                  | Michele III Imperatore dei Romani 842-867                  | Michele III Imperatore dei Romani 842-867                  | Michele III Imperatore dei Romani 842-867                  | Michele III Imperatore dei Romani 842-867                  |  |  | Eudocia Ingerina | Eudocia Ingerina | Eudocia Ingerina | Eudocia Ingerina | Eudocia Ingerina | Eudocia Ingerina |  |  | Basilio I Imperatore dei Romani 867-886                      | Basilio I Imperatore dei Romani 867-886                      | Basilio I Imperatore dei Romani 867-886                      | Basilio I Imperatore dei Romani 867-886                      | Basilio I Imperatore dei Romani 867-886                      | Basilio I Imperatore dei Romani 867-886                      |  |  |                                                          |                                                          |                                                          |                                                          |                                                          |                                                          |  |  |                                                 |                                                 |                                                 |                                                 |                                                 |                                                 |  |  |                       |                       |                       |                       |                       |                       |  |  |  |  |  |  |  |  |  |  |  |  |  |  |  |  |  |  |